# Haltom City
Haltom City – miasto w Stanach Zjednoczonych, w stanie Teksas, w hrabstwie Tarrant.

## Demografia
Według przeprowadzonego przez United States Census Bureau spisu powszechnego w 2010 miasto liczyło 42 409 mieszkańców. Natomiast skład etniczny w mieście wyglądał następująco: Biali 66,5%, Afroamerykanie 4,2%, Azjaci 8,1%, pozostali 21,2%.